# 印尼海龙
印尼海龙（学名：Microphis manadensis）又名印尼腹囊海龍，为輻鰭魚綱棘背魚目海龙魚科腹囊海龙属的鱼类。分布于亞洲及大洋洲，包括澳洲、印尼、巴布亞紐幾內亞、台灣、菲律賓、帛琉、索羅門群島等，體長可達20公分，棲息在溪流及河口半鹹水區。该物种的模式产地在Celebes群岛。